# Neoscona ujavalai
Neoscona ujavalai är en spindelart som beskrevs av C. Adinarayana Reddy och Patel 1992. Neoscona ujavalai ingår i släktet Neoscona och familjen hjulspindlar. Inga underarter finns listade i Catalogue of Life.